# Arkadelphia
Arkadelphia är en stad (city) i Clark County i den amerikanska delstaten Arkansas. Arkadelphia är administrativ huvudort (county seat) i Clark County och säte för Henderson State University samt Ouachita Baptist University.

## Kända personer från Arkadelphia
- William J. Holloway, politiker, guvernör i Oklahoma 1929-1931